# François Béchu
Pour les articles homonymes, voir Béchu.
François Béchu, né à Granville, est un homme de théâtre, comédien et metteur en scène français. Il est le directeur et fondateur du Théâtre de l'Echappée, première compagnie professionnelle en Mayenne (janvier 1986). Il est conseiller spécial auprès du président de l'ITI (Institut de Théâtre International), UNESCO / France.

## Biographie
Titulaire d'une maîtrise de Lettres Modernes (UHB Rennes) sur l'œuvre du poète breton Eugène Guillevic avec Jean-Luc Steinmetz, il s'oriente ensuite vers une carrière théâtrale. Il se forme au Conservatoire de Rennes et aux Ateliers de Recherche de la Comédie de Caen.
En 1984, installé à Laval, il y investit une île sans nom pour la baptiser avec des amis "L'île Ubu". Alfred Jarry est né juste en face. TF1 et Antenne 2 (actuellement France 2) rendent compte de l'évènement.
Il crée à Laval le Théâtre de L'Echappée, première compagnie professionnelle en Mayenne en janvier 1986 tout en étant le premier programmateur au Théâtre Municipal de Laval (de 1981 à 1989).
À cette époque, il crée les "Chouans de la Mayenne", d'après le texte de Marc Valin, mélangeant comédiens professionnels et amateurs. La pièce est jouée au lycée Ambroise Paré.
Il met en scène des auteurs comme Georges Perros (pour le Festival des Tombées de la Nuit), Jean Tardieu, Enzo Cormann, René Char, Gustave Flaubert, Denise Bonal, Pierre Halet, Molière, Tchekhov, Alfred Jarry, Eugène Ionesco, Bohumil Hrabal, Elias Canetti, Robert Desnos et Erri de Luca.
Parallèlement il crée et développe l’Atelier-Théâtre Jean Macé, animant jusqu’à 10 ateliers par semaine jusqu’en 1990.
En 1995, en rendant hommage à Eugène Ionesco, il crée un événement qui fera du bruit : « La Semaine Ionesco, à La Chapelle-Anthenaise », village de cœur du dramaturge le plus joué dans le monde. Sa famille est présente au long de cette semaine, ainsi que ses metteurs en scène français et les maquettes originales de Jacques Noël.
Le traducteur André Markowicz l’accompagne à Saint-Petersbourg pour la présentation de « La Douce », de Dostoïevski (Théâtre Nevski). Le spectacle sera joué ensuite au Théâtre de Riga dans le cadre d’un Festival international.
Cette tournée à l’Est change son optique théâtrale et il se met à jouer dans des lieux non théâtraux… En 1995, il crée dans une voiture SNCF et pour 20 spectateurs à chaque fois, "Mendel Schainfeld, le deuxième voyage à Munich" d’après un film documentaire de Hans-Dieter Grabe, et qui sera publié aux Editions Tirésias. Il joue 817 fois « Mendel » en France et en Allemagne (Festival Spielart à Munich, notamment, en présence de Mendel). Un ouvrage regroupant différents textes et témoignages sur le sujet de la résistance et de la déportation est publié : "Un chemin de passeurs" (Editions Siloë) préfacé par Jean Lacouture. Il contient de nombreux témoignages de spectateurs, anciens déportés.
C’est le début d’un important travail de Mémoire qui le dirige vers la vie et l’œuvre de Germaine Tillion. Il crée deux événements importants (2003 et 2005) qui font parler de la « chercheuse », ethnologue, résistante, déportée, intervenante pendant la guerre d’Algérie : en Haute-Loire, « Germaine Tillion, allègrement » (elle est née à Allègre), et dans le Morbihan, « La dame de Plouhinec » (lieu de sa maison de vacances). Il devient un proche de Germaine Tillion les dix dernières années de sa vie. (Il est membre du C.A. de l’Association GT – Président Christian Bromberger),,,. Il participe au sauvetage de la Maison Germaine Tillion à Plouhinec, Morbihan et inaugure avec l’Association de nombreux lieux Germaine Tillion.
"La Robe d’Amitié" (Editions Tituli), regroupant deux textes inspirés par Germaine Tillion est préfacée par Tzvetan Todorov.
Il crée aussi "L’Homme dit à la Guerre" (commande de la Bibliothèque départementale de l’Orne pour une tournée départementale élargie).
Depuis 2015, le Théâtre de L’Echappée est installé par la Ville de Laval au Quartier Ferrié où il dispose d’une salle de spectacles : l’Espace Larrio Ekson.
En 2017 il met en scène et édite « ERLING » de Christina Herrström pour le Festival d’Avignon Off. C’est la première pièce traduite en français et jouée en France de cette auteure. Un travail salué par le critique Gilles Costaz (France Culture – Le masque et la plume).
En 2018 il réalise un recueil : « Algorie, le Pays des algues », en même temps qu’une exposition accrochée tout l’été à L’Archipel de Fouesnant à partir de son travail photographique sur une même plage du Finistère Sud. L’exposition est ensuite présentée dans différents endroits : Marinarium de Concarneau, Ecomusée de Plouguerneau.
Dans le cadre de l’Année France-Roumanie, il est accueilli avec le Théâtre de L’Echappée au Théâtre Matéi Visniec de Suceava dans le cadre du Festival international (mai 2019) avec deux spectacles et pour plusieurs séances : « Le Grand Cabarhino » et « Tapis », en présence de Matéi Visniec.
Il écrit et met en scène "Quel Molière !", une comédie pour sept acteurs sur la vie de l’illustre troupe jouée sur et autour d’un Théâtre-Charrette.
Il écrit et met en scène sur une plage « Proust en Marcel, à Beg-Meil – L’ancrage du temps » (Production L’Archipel / Fouesnant / septembre 2022).
Il accompagne le Musée Mondial du Cure Dent de Claudine Orvain, créé en hommage à Alfred Jarry. Il écrit également, d'après la vie et l’œuvre du grand écrivain lavallois, six textes pour six comédiens réunis sous le titre « La petite tentation ».